# Grand Prix Formule 1 van Singapore 2010
De Grand Prix Formule 1 van Singapore 2010 werd verreden op 26 september 2010. De race vond plaats op het Marina Bay Street Circuit. Nick Heidfeld en Christian Klien kwamen tijdens de race voor de eerste maal uit in het seizoen 2010.
Ferrari-coureur Fernando Alonso wist tijdens de kwalificatietraining de snelste tijd op de klok te brengen, voor de tweede maal op rij startte de Spanjaard vanaf poleposition. Op de eerste startrij startte naast Alonso Sebastian Vettel op plaats twee. Lewis Hamilton zette de derde tijd neer.
Op zondag wist Fernando Alonso zijn eerste startplaats tot de finish te behouden. Sebastian Vettel maakte het de Spanjaard aan het einde van de race even moeilijk, maar door een gele vlag in het laatste gedeelte van de race moest hij uiteindelijk genoegen nemen met de tweede plaats. Klassementsleider Mark Webber finishte de race als derde. De Australiër zag een van zijn tegenstrevers in het kampioenschap, Lewis Hamilton, uitvallen. Fernando Alonso behaalde een "Grand Chelem (Pole, Winst, Snelste Ronde & de hele race geleid)" in deze race.
De gele vlag werd veroorzaakt door een felle brand in de auto van Heikki Kovalainen. Drie rondes voor het einde van de race kwam hij in botsing met Sébastien Buemi waardoor de brandstofpomp beschadigd raakte. Hierdoor ontstond er een vuur in de airbox en niet veel later stond de gehele achterzijde van de auto in lichterlaaie. Omdat Kovalainen het te gevaarlijk vond om de hevig brandende bolide in de pits te parkeren, zette hij hem op het lange rechte stuk bij de start/finish. Hij kon uiteindelijk de brand zelf blussen met behulp van brandblussers die hem door het Williams-team werden aangereikt. Kovalainen bleef ongedeerd tijdens het incident, dat begin december 2010 werd uitgeroepen tot LG Moment of the Year.

## Kwalificatie
| Pos | No | Coureur            | Constructeur         | Q1        | Q2       | Q3       | Grid |
| --- | -- | ------------------ | -------------------- | --------- | -------- | -------- | ---- |
| 1   | 8  | Fernando Alonso    | Ferrari              | 1:46.541  | 1:45.809 | 1:45.390 | 1    |
| 2   | 5  | Sebastian Vettel   | Red Bull-Renault     | 1:46.960  | 1:45.561 | 1:45.457 | 2    |
| 3   | 2  | Lewis Hamilton     | McLaren-Mercedes     | 1:48.296  | 1:46.042 | 1:45.571 | 3    |
| 4   | 1  | Jenson Button      | McLaren-Mercedes     | 1:48.032  | 1:46.490 | 1:45.944 | 4    |
| 5   | 6  | Mark Webber        | Red Bull-Renault     | 1:47.088  | 1:45.908 | 1:45.977 | 5    |
| 6   | 9  | Rubens Barrichello | Williams-Cosworth    | 1:48.183  | 1:47.019 | 1:46.236 | 6    |
| 7   | 4  | Nico Rosberg       | Mercedes             | 1:48.554  | 1:46.783 | 1:46.443 | 7    |
| 8   | 11 | Robert Kubica      | Renault              | 1:47.657  | 1:46.949 | 1:46.593 | 8    |
| 9   | 3  | Michael Schumacher | Mercedes             | 1:48.425  | 1:47.160 | 1:46.702 | 9    |
| 10  | 23 | Kamui Kobayashi    | BMW Sauber-Ferrari   | 1:48.908  | 1:47.559 | 1:47.884 | 10   |
| 11  | 17 | Jaime Alguersuari  | Toro Rosso-Ferrari   | 1:48.127  | 1:47.666 |          | Pit  |
| 12  | 10 | Nico Hülkenberg    | Williams-Cosworth    | 1:47.984  | 1:47.674 |          | 17   |
| 13  | 12 | Vitaly Petrov      | Renault              | 1:48.906  | 1:48.165 |          | 12   |
| 14  | 16 | Sébastien Buemi    | Toro Rosso-Ferrari   | 1:49.063  | 1:48.502 |          | 13   |
| 15  | 22 | Nick Heidfeld      | BMW Sauber-Ferrari   | 1:48.696  | 1:48.557 |          | 14   |
| 16  | 14 | Adrian Sutil       | Force India-Mercedes | 1:48.496  | 1:48.899 |          | 15   |
| 17  | 15 | Vitantonio Liuzzi  | Force India-Mercedes | 1:48.988  | 1:48.961 |          | 16   |
| 18  | 24 | Timo Glock         | Virgin-Cosworth      | 1:50.721  |          |          | 18   |
| 19  | 19 | Heikki Kovalainen  | Lotus-Cosworth       | 1:50.915  |          |          | 19   |
| 20  | 25 | Lucas di Grassi    | Virgin-Cosworth      | 1:51.107  |          |          | 20   |
| 21  | 18 | Jarno Trulli       | Lotus-Cosworth       | 1:51.641  |          |          | 21   |
| 22  | 20 | Christian Klien    | HRT-Cosworth         | 1:52.964  |          |          | 22   |
| 23  | 21 | Bruno Senna        | HRT-Cosworth         | 1:54.174  |          |          | 23   |
| 24  | 7  | Felipe Massa       | Ferrari              | geen tijd |          |          | 24   |

## Race
| Pos | No | Coureur            | Constructeur         | Ronden | Tijd/Oorzaak uitval | Grid | Punten |
| --- | -- | ------------------ | -------------------- | ------ | ------------------- | ---- | ------ |
| 1   | 8  | Fernando Alonso    | Ferrari              | 61     | 1:57:53.579         | 1    | 25     |
| 2   | 5  | Sebastian Vettel   | Red Bull-Renault     | 61     | +0.293              | 2    | 18     |
| 3   | 6  | Mark Webber        | Red Bull-Renault     | 61     | +29.141             | 5    | 15     |
| 4   | 1  | Jenson Button      | McLaren-Mercedes     | 61     | +30.384             | 4    | 12     |
| 5   | 4  | Nico Rosberg       | Mercedes             | 61     | +49.394             | 7    | 10     |
| 6   | 9  | Rubens Barrichello | Williams-Cosworth    | 61     | +56.101             | 6    | 8      |
| 7   | 11 | Robert Kubica      | Renault              | 61     | +1:26.559           | 8    | 6      |
| 8   | 7  | Felipe Massa       | Ferrari              | 61     | +1:53.297           | 24   | 4      |
| 9   | 14 | Adrian Sutil       | Force India-Mercedes | 61     | +2:12.416           | 15   | 2      |
| 10  | 10 | Nico Hülkenberg    | Williams-Cosworth    | 61     | +2:12.791           | 17   | 1      |
| 11  | 12 | Vitaly Petrov      | Renault              | 60     | +1 ronde            | 12   |        |
| 12  | 17 | Jaime Alguersuari  | Toro Rosso-Ferrari   | 60     | +1 ronde            | 11   |        |
| 13  | 3  | Michael Schumacher | Mercedes GP          | 60     | +1 ronde            | 9    |        |
| 14  | 16 | Sébastien Buemi    | Toro Rosso-Ferrari   | 60     | +1 ronde            | 13   |        |
| 15  | 25 | Lucas di Grassi    | Virgin-Cosworth      | 59     | +2 ronden           | 20   |        |
| 16  | 19 | Heikki Kovalainen  | Lotus-Cosworth       | 58     | Brand               | 19   |        |
| DNF | 24 | Timo Glock         | Virgin-Cosworth      | 49     | Hydraulisch         | 18   |        |
| DNF | 22 | Nick Heidfeld      | BMW Sauber-Ferrari   | 36     | Ongeval             | 14   |        |
| DNF | 2  | Lewis Hamilton     | McLaren-Mercedes     | 35     | Ongeval             | 3    |        |
| DNF | 20 | Christian Klien    | HRT-Cosworth         | 31     | Remmen              | 22   |        |
| DNF | 23 | Kamui Kobayashi    | BMW Sauber-Ferrari   | 30     | Ongeval             | 10   |        |
| DNF | 21 | Bruno Senna        | HRT-Cosworth         | 29     | Ongeval             | 23   |        |
| DNF | 18 | Jarno Trulli       | Lotus-Cosworth       | 27     | Technisch           | 21   |        |
| DNF | 15 | Vitantonio Liuzzi  | Force India-Mercedes | 1      | Ongeval             | 16   |        |

## Noot
- Dit was de 25ste Grand Prix-winst en de eerste Grand Slam voor Fernando Alonso voor een Spaanse coureur.
- Fernando Alonso won de Grote Prijs van Singapore voor de tweede keer (naast 2008) en vestigde hiermee een nieuw record. Hij werd de eerste meervoudige winnaar in Singapore.

2008 · 2009 · 2010 · 2011 · 2012 · 2013 · 2014 · 2015 · 2016 · 2017 · 2018 · 2019 · 2022 · 2023 · 2024 · 2025 · 2026 · 2027 · 2028